# 교황 베네딕토 1세
교황 베네딕토 1세(라틴어: Benedictus PP. I, 이탈리아어: Papa Benedetto I)는 제62대 교황(재위: 575년 6월 2일 ~ 579년 7월 30일)이다.

## 생애
베네딕토는 라틴어로 ‘좋게 말한’ 또는 ‘축복된’이란 뜻이다. 베네딕토는 그리스인들에게 보노수스라고도 불리는 보니파시오의 아들로 태어났다. 베네딕토 1세는 교황 요한 3세가 선종한 후 곧바로 교황으로 선출되었지만, 랑고바르드족이 로마를 포위하면서 선출된 교황을 승인하는 특권을 주장한 동로마 제국 황제와 의사소통을 하는 데 있어서 큰 어려움을 겪게 되었다. 그리하여 요한 3세가 선종한 지 11개월 가까이 교황좌는 사실상 공석 상태가 되었으며, 575년 6월 2일 콘스탄티노폴리스에서 베네딕토 1세의 교황 선출을 승인하는 동로마 황제의 교지가 가까스로 도착하였다.
베네딕토 1세는 민투르나이 영지에 있는 메사베네리스를 스폴레토 성벽 인근에 있는 성 마르코 수도원의 아빠스 스테파노에게 하사했다(성 대 그레고리오, Ep. ix, 87, I. al. 30). 베네딕토 1세와 로마 원로원은 동로마 제국에게 구원병을 요청하였으나, 동로마 제국이 파견한 군대로는 역부족이었고 이집트에서 실어 온 곡물은 로마 시민들을 위해서는 잠정적인 도움밖에 되지 못했다. 동로마 제국에서는 베네딕토 1세에게 예수 그리스도가 못박힌 성십자가의 일부를 넣어 보석으로 장식된 십자가를 보냈는데 아직도 바티칸에 보존되어 있다. 한편 랑고바르드족이 모든 걸 초토화하고 지나가자마자 기근이 발생하였다. 《교황 연대표》가 전하는 바에 따르면, 베네딕토 1세는 이러한 어려움을 타개하기 위해 부단히 노력하던 와중에 선종했다고 한다. 베네딕토 1세는 선종한 후에 옛 성 베드로 대성전의 제의실과 연결된 통로에 안장되었다고 한다. 한편 베네딕토 1세는 생전에 열다섯 명의 사제와 세 명의 부제, 스물한 명의 주교를 서품했다고 한다.